# Wolfgang Ludwig Hörmann von und zu Gutenberg

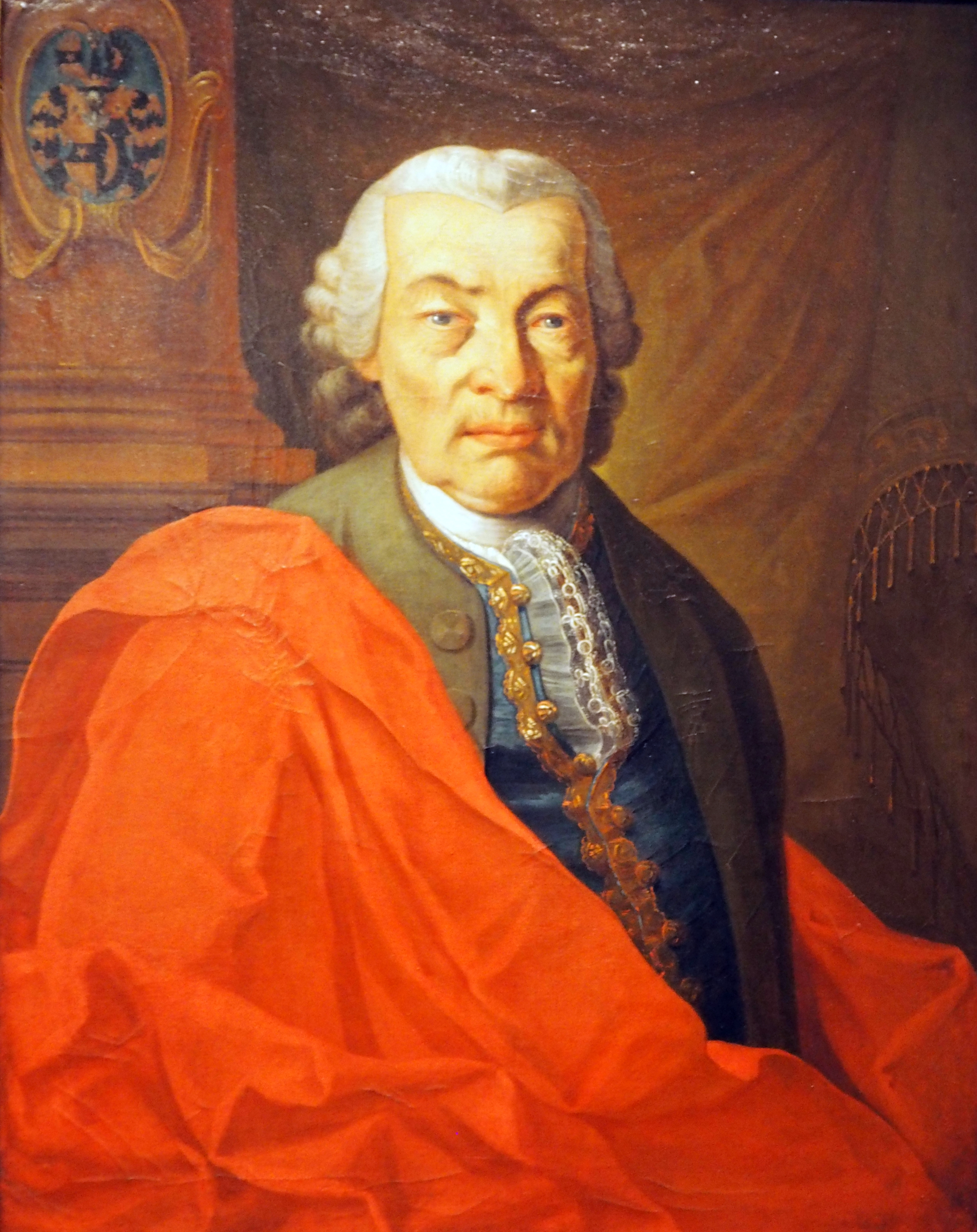
Wolfgang Ludwig Hörmann von und zu Gutenberg. Gemälde von Georg Alois Gaibler, um 1787

Wolfgang Ludwig Hörmann von und zu Gutenberg (* 18. Juli 1713 in der Reichsstadt Kaufbeuren; † 18. März 1795 ebenda) war ein deutscher Kanzleidirektor und Stadtchronist.

## Leben

### Familie
Wolfgang Ludwig Hörmann von und zu Gutenberg entstammte dem Patriziergeschlecht Hörmann von und zu Gutenberg und war das älteste Kind des Kaufbeurer Bürgermeisters Ernst Tobias Hörmann von und zu Gutenberg (1683–1761), der sich auch als Maler betätigte, und dessen Ehefrau Felicitas (* 1679), die Tochter des Augsburger Syndikus und späteren Ratskonsulenten Christoph Jacob Lauber (1634–1710); sein jüngerer Bruder war der Kupferstecher Christoph Friedrich Hörmann von und zu Gutenberg.
Er war sechsmal verheiratet und verlor alle seine Ehefrauen durch den Tod.
Am 19. Oktober 1739 heiratete er in erster Ehe Maria Elisabeth († 1740), die Tochter des Handelsherrn und Stadtgerichtsassessors Georg Jacob Heinzelmann; aus dieser Ehe ging Georg Tobias Hörmann von und zu Gutenberg († 1789), der später in Wien am Reichshofrat tätig war.
Er heiratete in zweiter Ehe am 25. Juni 1742 Anna Maria, die Tochter des Stadtpfarrers Johann Jakob Hugel; dieser Ehe entstammte Johann Jakob Hörmann von und zu Gutenberg, der später Stadtgerichtsassessor wurde.
Seine dritte Ehe ging er am 25. November 1743 mit Anna Barbara, die Tochter des Bürgermeisters Johann Adam Schmid. Nach der Geburt seiner Tochter Regina (1744–1823), verstarb seine Ehefrau kurz danach im Kindbett.
Am 14. Juni 1745 heiratete in vierter Ehe Mariana Barbara, die Tochter des Johann Gottfried Essich († 1751), Pfarrer an der Barfüßerkirche in Augsburg. Die gemeinsame Tochter Anna verstarb kurz nach der Geburt, wenige Tage vor dem Tod seiner Ehefrau.
In fünfter Ehe heiratete er am 17. Juli 1747 Magdalena Barbara († 30. Mai 1756), die Tochter des Kaufbeurer Kanzleidirektors Johann Ulrich Ritter; dieser Ehe entstammten sechs Kinder.
Seine letzte Ehe ging er am 9. Januar 1757 mit Maria Susanna (geb. Wegelin) († 3. September 1760), Witwe des Lindauer Predigers Johann Georg Schnell, vorher Ehefrau des Patriziers und Stadtarztes Georg Ulrich Miller, ein; dieser Ehe entstammten keine Kinder.
Als Wolfgang Ludwig Hörmann von und zu Gutenberg starb, lebten von seinen zehn Kindern noch vier und von den achtundzwanzig Enkeln noch elf.

### Werdegang
Wolfgang Ludwig Hörmann von und zu Gutenberg besuchte die Schule in Kaufbeuren und erhielt Privatunterricht beim späteren Augsburger Pfarrer Johann Martin Christell (1690–1752) und beim Pfarrer und Schulrektor der Lateinschule Johann Jakob Brucker.
Am 30. August 1732 immatrikulierte er sich zu einem Studium der Rechtswissenschaften an der Universität Jena und hörte die Vorlesungen unter anderem bei Johann Peter Reusch, Johann Caspar Heimburg, Christian Gottlieb Buder, Johann Salomon Brunnquell, Johann Rudolph Engau und Heinrich Köhler.
Nach Beendigung des Studiums wurde er am 12. März 1737 zum Gerichtsaktuar und Kanzlei-Substituten in Kaufbeuren ernannt; am 24. April 1738 erhielt er in Augsburg sein Notariatsdiplom. Eine seiner Hauptaufgaben war es, das städtische Archiv zu sortieren und zu ordnen, ebenso verfuhr er anschließend mit dem Evangelischen Kirchenarchiv, der Bibliothek und den Akten verschiedener Stiftungen.
Am 14. September 1742 wurde er zum Kanzleidirektor befördert; gleichzeitig erhielt er Sitz und Stimme im evangelischen Konsistorium und im Scholarchenamt. In seiner Aufgabe als Kanzleidirektor war er für die Notariats- und Rechtsgeschäfte der Bürger von Kaufbeuren zuständig. Im Scholarchenamt führte er die Protokolle der Aufsichts- und Verwaltungsbehörde der lateinischen Schule. Darüber hinaus führte er die Protokolle des Stadtrates sowie des evangelischen Ratsteils und er wohnte verschiedenen Kommissionen, den Bauschauen, Rechnungslegungen und geheimen Ratssitzungen der Stadt bei. 1760 und 1770 versah er auch das vakante Amt des Syndikus, des Rechtsbeistandes der Stadt.
1792 beendete er seine Tätigkeit als Kanzleidirektor; sein Amtsnachfolger war Christian Jakob Wagenseil, der auch seinen Nekrolog verfasste.
Wolfgang Ludwig Hörmann von und zu Gutenberg beschäftigte sich mit der Kaufbeurer Geschichte und verfasste handschriftlich eine dreibändige Chronik mit dem Titel Sammlung derer fürnehmsten Merckwürdigkeiten und Geschichten der H. R. Reichs freyen Statt Kauffbeuren. Später verfasste er mit Sammlung der merckwürdigsten Geschichten das Kirchen und Religions-Wesen in der H. R. Reichsfreyen Statt Kauffbeuren einen weiteren handschriftlichen Band. Für die Aufzeichnungen verwertete er neben Urkunden auch Akten und Bürgerchroniken. Dabei fertigte er auch Abschriften von 290 Urkunden an (bis 1500), deren Originale heute fehlen. Die vier Bände stammen nach seinen Angaben aus den Jahren 1766, 1767 und 1770.

## Schriften (Auswahl)
- Ehrenspiegel, Ehren Denckmahl und Stammen-Register des Adelichen Geschlechts derer Hörmann von und zu Gutenberg. 1770.
- Sammlung derer fürnehmsten Merckwürdigkeiten und Geschichten der H. R. Reichs freyen Statt Kauffbeuren.
  - I. Teil 842-1599.
  - II. Teil 1600–1699.
  - III. Teil 1700–1798 und Ergänzungen.
- Sammlung der merckwürdigsten Geschichten das Kirchen und Religions-Wesen in der H. R. Reichsfreyen Statt Kauffbeuren betreffend.